# Paweł Jaworski (konsul)
Paweł Tomasz Jaworski – polski prawnik, dyplomata, urzędnik państwowy, od 2020 konsul generalny RP w Hamburgu. 

## Życiorys
Paweł Jaworski ukończył studia prawnicze na Uniwersytecie Marii Curie-Skłodowskiej w Lublinie, studia europejskie w Centrum Europejskim im. Jeana Monneta w Nancy oraz kurs prawa brytyjskiego i europejskiego organizowany przez Uniwersytet Cambridge. Był także uczestnikiem rocznego programu dyplomatycznego Komisji Europejskiej, a także kursu dla dyplomatów Ministerstwa Spraw Zagranicznych Niemiec. W 2013 ukończył aplikację radcowską, uzyskując wpis na listę przy Okręgowej Izbie Radców Prawnych w Warszawie.
W 2009 rozpoczął pracę w Ministerstwie Spraw Zagranicznych jako ekspert w Biurze Pełnomocnika ds. Postępowań przed Międzynarodowymi Organami Ochrony Praw Człowieka. W latach 2016–2020 pełnił funkcję Konsula RP w Ambasadzie w Bernie. Oprócz wypełniania standardowych obowiązków konsularnych, zajmował się także upamiętnieniem działalności grupy Ładosia. 22 lipca 2020 sejmowa Komisja Łączności z Polakami za Granicą jednogłośnie zaakceptowała go na stanowisko Konsula Generalnego RP w Hamburgu, które objął 31 sierpnia 2020.
W 2022 „za zasługi w pielęgnowaniu pamięci i upowszechnianiu wiedzy o Polakach ratujących Żydów podczas II wojny światowej”  został odznaczony Brązowym Krzyżem Zasługi.
1 stycznia 2024 objął funkcję dziekana korpusu konsularnego w Hamburgu. 
Żonaty z Małgorzatą Jaworską.